# Cutremurul din 1738 (România)
Cutremurul din Vrancea din 1738 a avut loc la 11 iunie, în timpul celei de-a treia domnii a lui Constantin Mavrocordat. Seismul a stârnit mare panică și este menționat în mai multe surse. Acesta a avut loc la o adâncime de 130 de kilometri.
La o magnitudine estimată la 8,1 grade pe scara Richter, cutremurul din 1738 este unul dintre cele mai puternice din istoria României. 

## Distrugeri
Cutremurul a fost resimțit în special în București, Iași, Focșani, Buzău și Sfântu Gheorghe. La Iași 11 mănăstiri, 15 case, 15 turnuri și o turlă de biserică s-au prăbușit. În Carpați au avut loc mai multe alunecări de pamânt. Unda seismică a afectat și Cetatea Neamț, unde zidurile groase s-au prăbușit.
Nu doar teritoriile românești au fost afectate. La Niș, un oraș sârb în care armata otomană era cantonață, cetățile de pe Dunăre s-au prăbușit parțial, iar în Nicopole patru moschei s-au prăbușit. 